# مونیک ون دی ری
مونیک ون دی ری (انگلیسی: Monique van de Ree؛ زادهٔ ۲ مارس ۱۹۸۸) دوچرخه‌سوار اهل پادشاهی هلند است.